# Myotis escalerai
Myotis escalerai là một loài dơi muỗi châu Âu trong chi Myotis, được tìm thấy ở Tây Ban Nha (gồm quần đảo Balearic), Bồ Đào Nha, và đến nay miền nam nước Pháp. Mặc dù loài dơi này lần đầu tiên được định danh khoa học vào năm 1904, loài này đã được đưa vào trong loài trong Myotis nattereri cho đến khi có kết quả nghiên cứu phân tử, xuất bản lần đầu vào năm 2006, đã chứng minh rằng hai loài riêng biệt với nhau. M. escalerai liên quan chặt chẽ nhất để một loài chưa được đặt tên từ Maroc. Không giống như M. nattereri, sinh sống thành các nhóm nhỏ trong hốc cây, M. escalerai hình thành bầy lớn trong các hang động. Dơi cái bắt đầu tập hợp vào cuối mùa xuân ở các khu vực sinh sản chung, và chúng sinh con vào mùa hè. Loài này trú đông ở các đoàn ngủ đông, thường trong các hang động hoặc các tầng hầm.
M. escalerai là loài dơi muỗi có kích thước trung bình, màu sắc chủ yếu là màu xám, với phần dưới bụng nhạt màu hơn. Chúng có một mõm nhọn, một khuôn mặt màu hồng, và đôi tai dài. Đôi cánh rộng và dáng bay nhanh nhẹn. Sải cánh dài 245–300 mm (9,6-11,8 in) và khối lượng cơ thể là 5-9,5 g (0,2-0,3 oz). Mặc dù rất giống với loài dơi M. nattereri, nó khác với loài này trong một số đặc điểm màng đuôi. Tình trạng bảo tồn của M. escalerai được đánh giá là "dễ bị tổn thương" hoặc "Thiếu dữ liệu" ở các khu vực khác nhau trong phạm vi của nó.